# El Caín
El Caín är en ort i Argentina.   Den ligger i provinsen Río Negro, i den södra delen av landet, 1 200 km sydväst om huvudstaden Buenos Aires. El Caín ligger 1 087 meter över havet och antalet invånare är 176.
Terrängen runt El Caín är kuperad söderut, men norrut är den platt. Trakten runt El Caín är nära nog obefolkad, med mindre än två invånare per kvadratkilometer..
Omgivningarna runt El Caín är i huvudsak ett öppet busklandskap.